# Hidroxiferroromeïta
La hidroxiferroromeïta és un mineral de la classe dels òxids, que pertany al grup de la romeïta.

## Característiques
La hidroxiferroromeïta és un òxid d'antimoni i ferro de fórmula química (Fe2+1.5□0.5)Sb₂5+O₆(OH). Va ser aprovada com a espècie vàlida per l'Associació Mineralògica Internacional l'any 2016. Cristal·litza en el sistema isomètric. És l'anàleg mineral amb Fe(◻) de la hidroxicalcioromeïta. Té una composició química comparable a la de la schafarzikita i la tripuhyita.

## Formació i jaciments
Va ser descoberta al correc d'en Llinassos, a Oms, (Pirineus Orientals, França). Es tracta de l'únic indret on ha estat trobada aquesta espècie mineral.